# Exemplum-Tafeln des Kurfürsten Joachim II.
Die Exemplum-Tafeln des Kurfürsten Joachim II. sind eine vierteilige Gemäldeserie auf jeweils 209,5 × ca. 107 Zentimeter großen Tafeln aus Lindenholz aus der Werkstatt von Lucas Cranach dem Älteren, die auf 1540/1545 datiert wird. Sie zeigen mit David und Bathseba und David kämpft mit Goliath Motive aus der christlichen Mythologie (Altes Testament), sowie aus der griechischen Mythologie die Motive Das Urteil des Paris und Das Urteil des Kambyses als Tugendexempla, welche die herrschaftlichen Tugenden Mäßigung, Weisheit, Gerechtigkeit und Mut darstellen. Die Tafeln gehörten zur Ausstattung des Berliner Schlosses, nur die Kambyses-Tafel gehörte zeitweise zur Ausstattung des Berliner Kammergerichts. Sie werden von der Stiftung Preußische Schlösser und Gärten unter den Inventarnummern SPSG, GK I 1185–1188 geführt. Die Tafeln sind seit 2011 im Jagdschloss Grunewald ausgestellt.

## Beschreibung
Die vier Tafeln David und Bathseba, Das Urteil des Paris, David kämpft mit Goliath und Das Urteil des Kambyses sind eine Bildfolge. Ihr ungewöhnliches Hochformat gibt einen Hinweis darauf, dass sie für eine bestimmte räumliche Situation geschaffen wurden. Für die 1980er Jahre ist ein restauratorischer Befund vorhanden. Demnach wiesen drei der Gemälde vertikale Risse im Bildträger und Farbabhebungen auf, während die Kambyses-Tafel nur vereinzelte Farbabhebungen zeigte und ihr Zustand insgesamt als gut bewertet wurde.

### David und Bathseba
Die Tafel mit der Darstellung von David und Bathseba nimmt auf eine Episode aus dem 2. Buch Samuel Bezug. König David beobachtet die Frau seines Feldherrn Uria, Bathseba, beim Baden und verliebt sich in sie. Zuerst nimmt er sie sich als Geliebte. Als Bathseba schwanger wird, schickt er ihren Mann in den Tod. Danach nimmt David Bathseba zur Frau. Die hochformatige Tafel mit den Maßen 209,5 × 107 Zentimeter zeigt im rechten Vordergrund Bathseba mit fünf Begleiterinnen in zeitgenössischer Hoftracht am Ufer eines Flusses. Ein jüngeres Mädchen in weißem Kleid steht mit beiden Füßen im Wasser und trocknet den rechten Fuß der sitzenden Bathseba an ihrem Saum. Die Gruppe der Frauen ist hinterfangen von Buschwerk, von links vorn ragt ein Baumstamm über den Fluss. Im Mittelgrund ragt links ein Turm in die Höhe, auf dem sich König David und zwei Begleiter in der linken oberen Bildecke befinden. Der König beugt sich über die Brüstung und spielt auf einer Harfe, um Bathseba zu verführen. In der oberen rechten Bildpartie verliert sich eine bergige Landschaft im Hintergrund. Die züchtige Kleidung Bathsebas und das aktive Bemühen Davids führen dazu, dass weniger die Warnung vor der weiblichen Lust als die allgemeine Mahnung vor der Sünde des Ehebruchs und damit die Aufforderung zur Mäßigung als Botschaft des Bildes im Zentrum stehen.
Lucas Cranach der Ältere und sein Sohn Lucas, der an der Ausführung dieses Auftrags wahrscheinlich beteiligt war, griffen das Motiv von David und Bathseba mehrfach auf. So befindet sich in Dresden eine vom Sohn angefertigte Tafel im Querformat, die sich kompositorisch stark von der hochformatigen Berliner Tafel unterscheidet. Zur Sammlung des Museums der bildenden Künste in Leipzig gehört eine Zeichnung Lucas Cranachs des Älteren, die wahrscheinlich als Vorzeichnung für die Berliner Tafel diente. Sie zeigt die beiden Figurengruppen, die Architektur und Landschaft, jedoch noch nicht in der gestreckten Ausführung des Gemäldes. Stattdessen zeichnet sich die Vorzeichnung durch eine stärker gedrängte Komposition aus. Im großen Katechismus Luthers von 1529 verwendete Lucas Cranach der Ältere eine ähnliche Darstellung zur Illustration des 6. Gebotes (Du sollst nicht ehebrechen.).

Lucas Cranach d.Ä., David und Bathseba
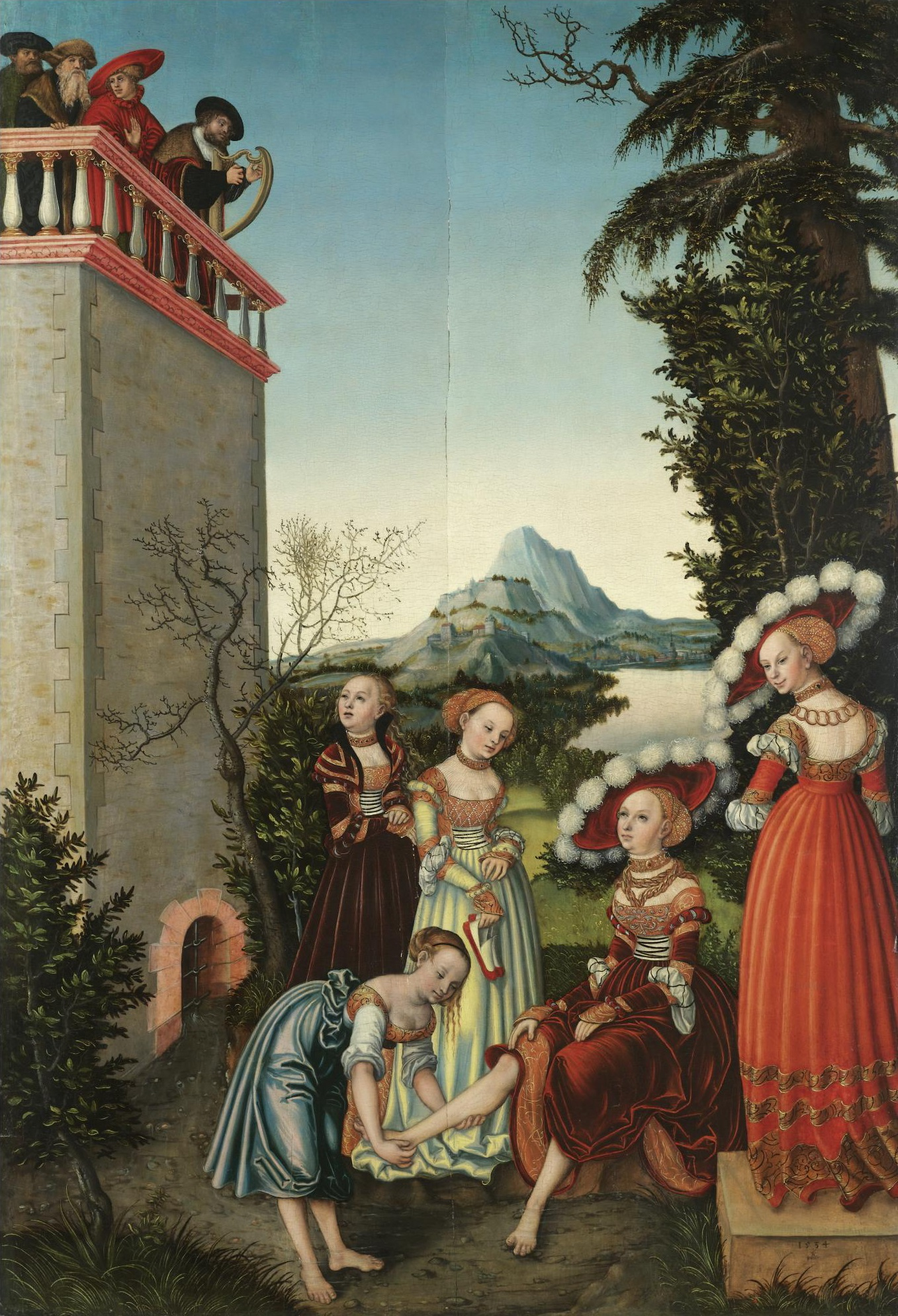
Öl auf Lindenholz, 38,8 × 25,6 cm, 1534, Privatbesitz
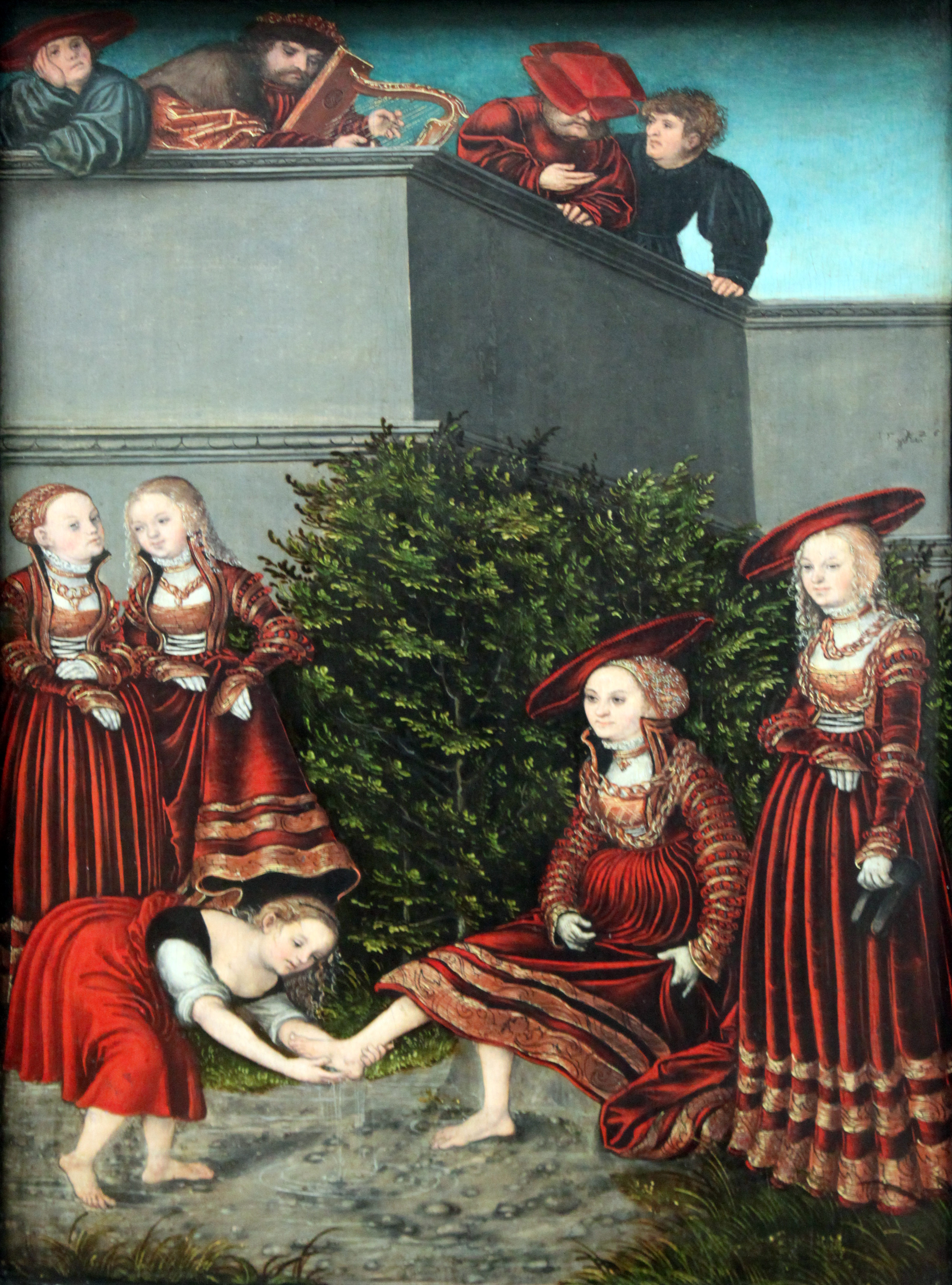
Öl auf Buchenholz, 38,8 × 25,7 cm, 1526, Gemäldegalerie Berlin
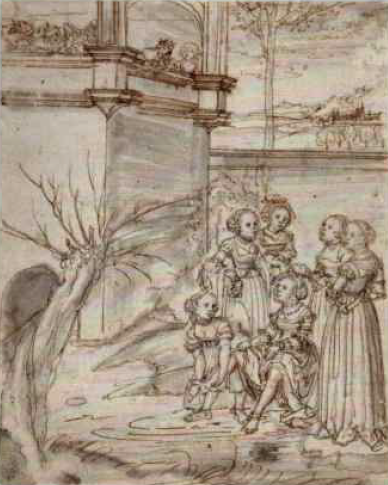
Feder in Braun, grau laviert, 20,6 × 16,6 cm, um 1540, Museum der bildenden Künste Leipzig

### Das Urteil des Paris
Die 209,5 × 107,2 Zentimeter große Tafel zeigt das Urteil des Paris, eine der berühmtesten Episoden der griechischen Mythologie. Der trojanische Königssohn Paris soll unter den Göttinnen Hera, Athene und Aphrodite die Schönste wählen. Alle drei versprechen ihm eine Gegenleistung für seine Wahl: Hera Macht, Athene Weisheit und Aphrodite die Liebe der schönsten Frau. Paris entscheidet sich für Letztere; Helena, die schönste Sterbliche, ist jedoch die Frau des spartanischen Königs Menelaos, weshalb es zum Trojanischen Krieg kommt. Im linken Bildvordergrund sitzt Paris in voller Rüstung träumend auf Steinen. Die Entscheidung scheint schon gefallen zu sein, da eine der drei nackt dargestellten Göttinnen vor ihm steht und ihre linke Hand auf seinen Brustpanzer gelegt hat, während die anderen beiden am rechten Bildrand stehen. Auf einer Stufe im Mittelgrund steht die bärtige, am ganze Körper gefiederte Gestalt des Götterboten Hermes, der seinen Mund zu einem Ruf geöffnet hat und mit seinem Stab auf die Brust des Prinzen stößt, um diesen vor der falschen Entscheidung zu warnen. Im Hintergrund öffnet sich die Landschaft, während im Himmel über der Figurengruppe Amor mit gespanntem Bogen schwebt.
Um 1500 war das Urteil des Paris ein beliebtes Thema für die deutschen Humanisten, die in dieser Geschichte die Wahl des richtigen Lebensweges thematisiert sahen. Der Adressat sollte nicht Paris’ schlechtem Beispiel folgen, sondern sich stattdessen für die Weisheit entscheiden. Die Darstellung der Berliner Tafel unterscheidet sich von anderen Gemälden dieses Sujets sowohl von Lucas Cranach dem Älteren als auch anderen Künstler dadurch, dass die drei Göttinnen nicht individualisiert und damit nicht zu unterscheiden sind.

Lucas Cranach d.Ä., Das Urteil des Paris
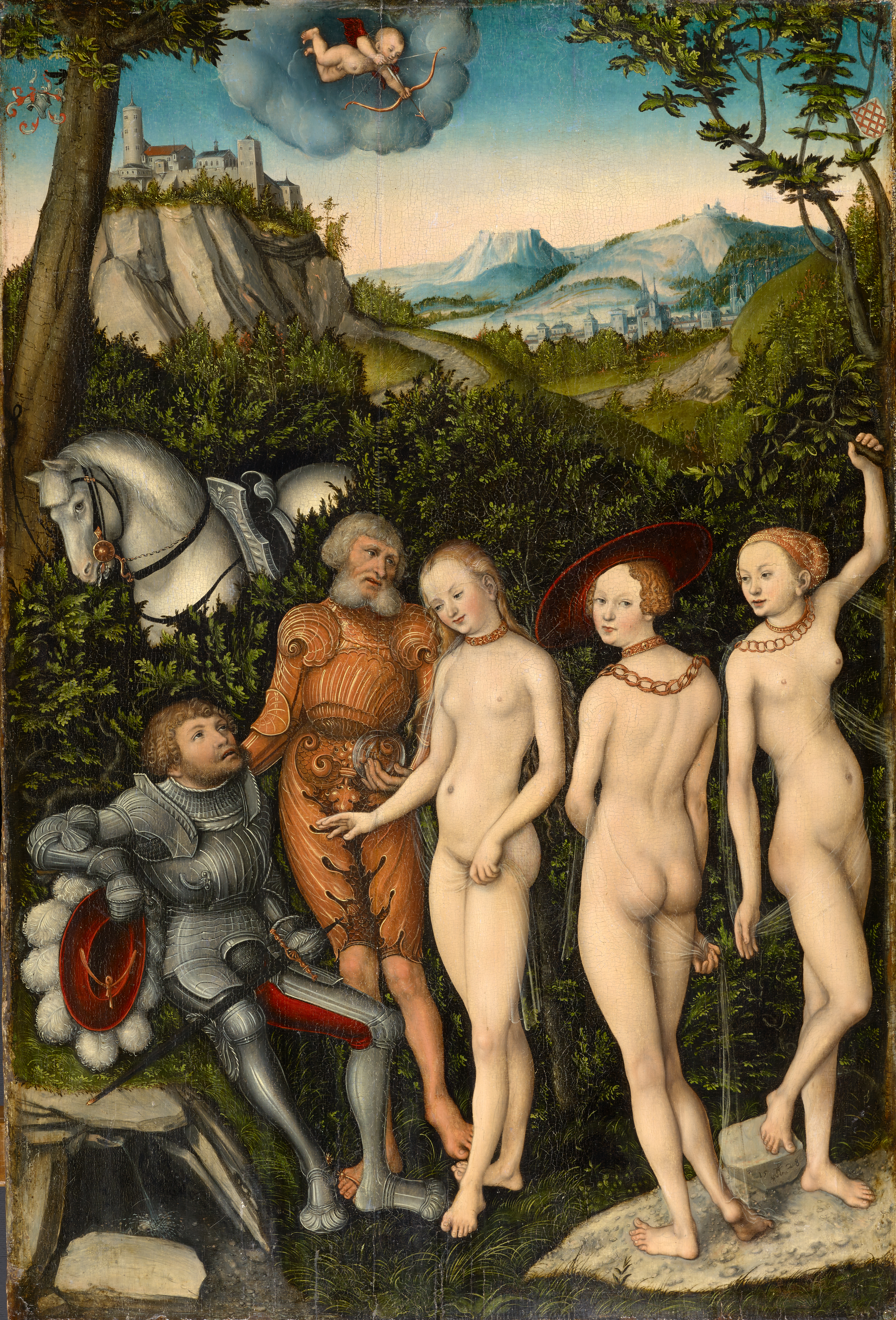
Öl auf Buchenholz, 84,7 × 57 cm, 1528, Kunstmuseum Basel.
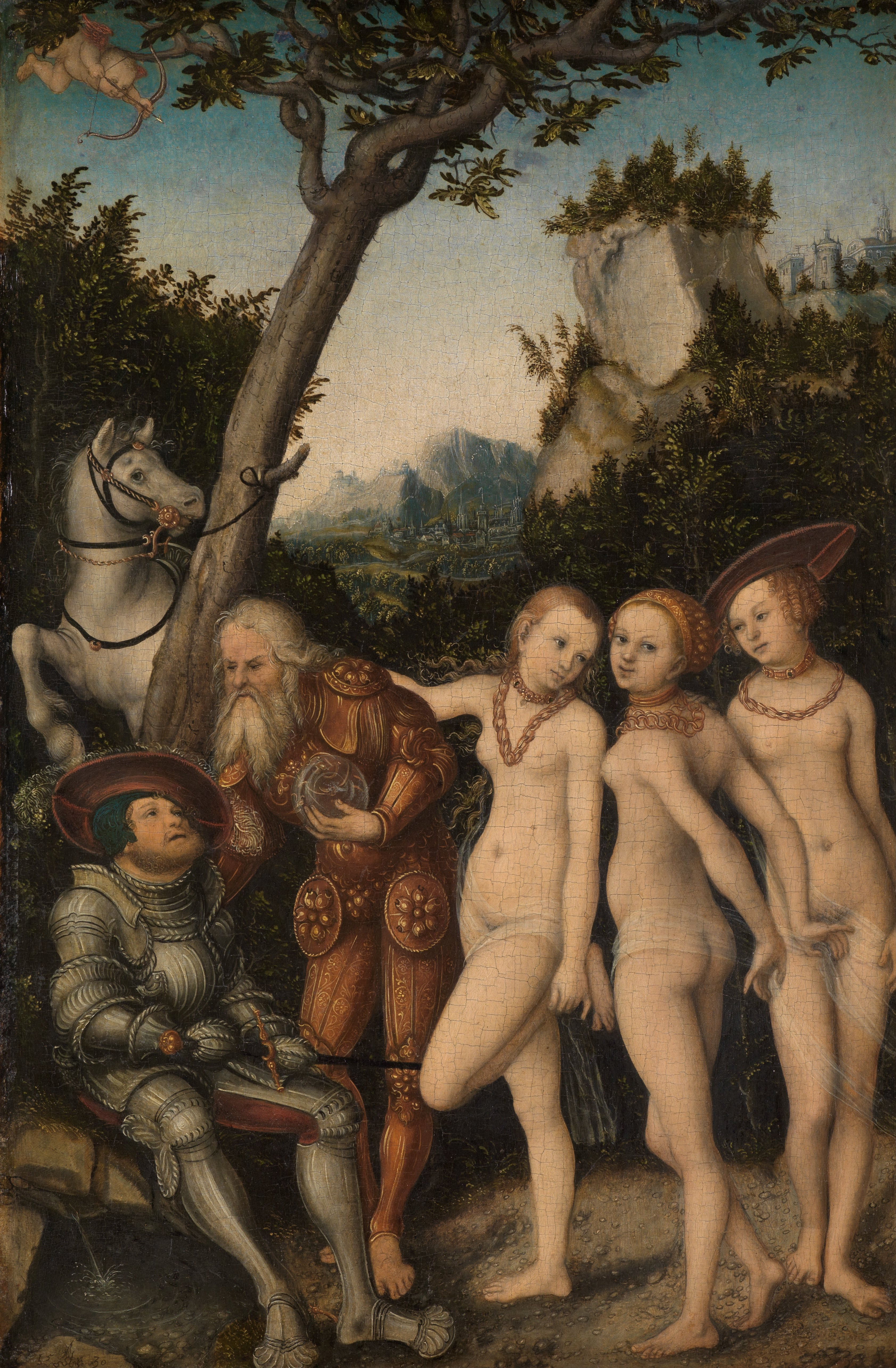
Öl auf Buchenholz, 35 × 23,7 cm, 1530, Staatliche Kunsthalle Karlsruhe.
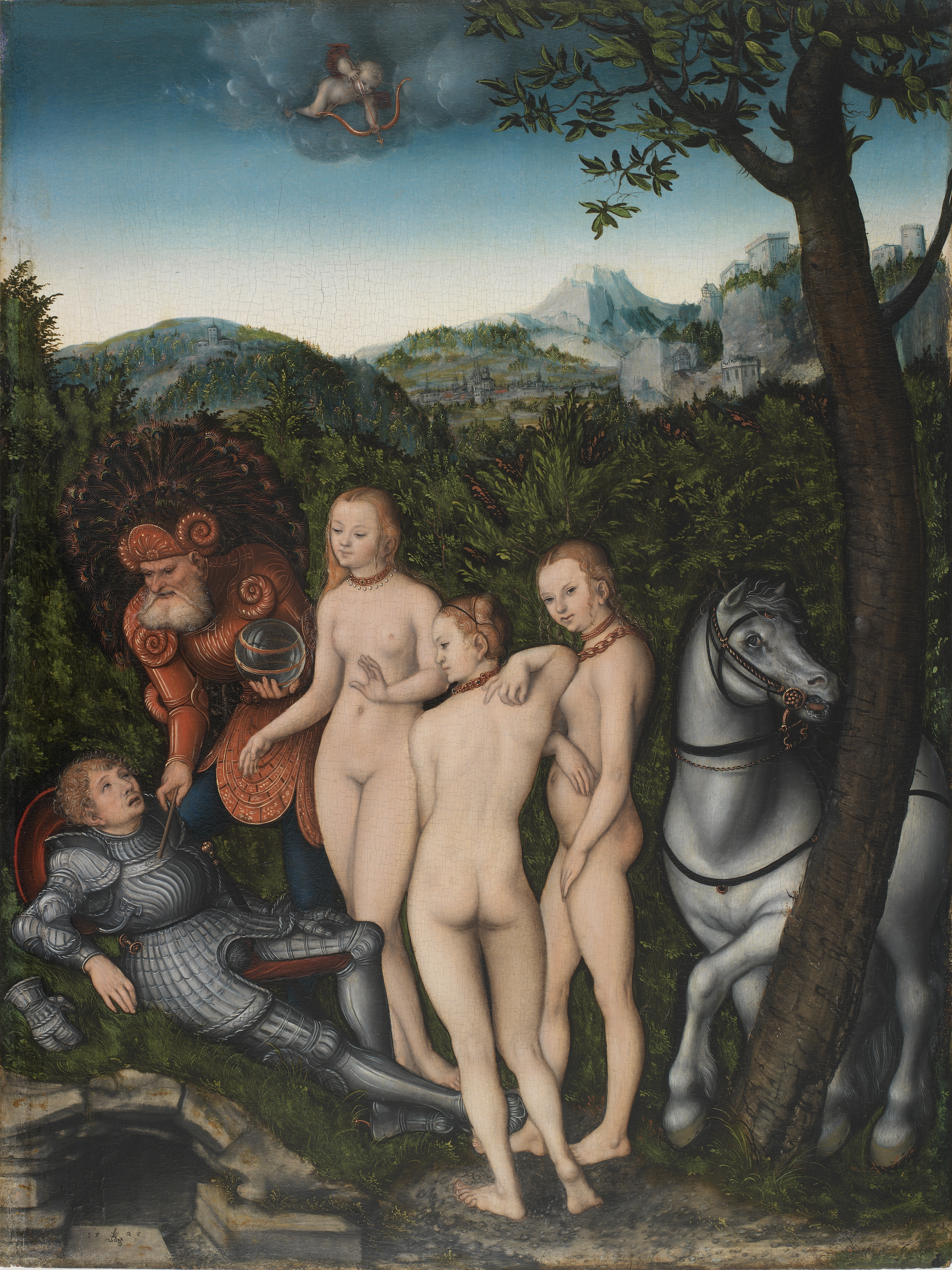
Öl auf Holz, 50,5 × 38 cm, 1527, Statens Museum for Kunst.
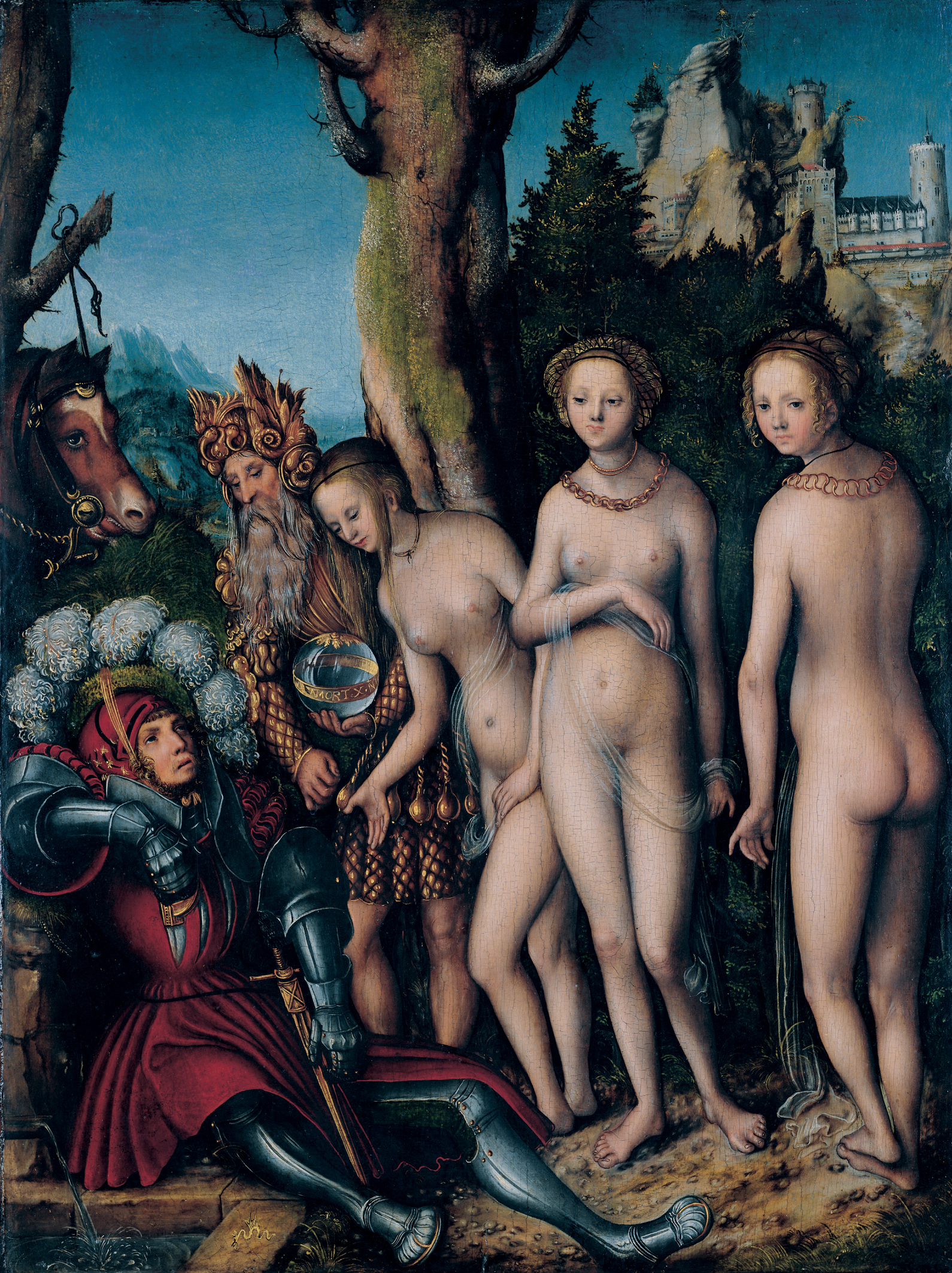
Öl auf Lindenholz, 43 × 32,2 cm, 1512/14, Kimbell Art Museum.

### David kämpft mit Goliath
Im 1. Buch Samuel wird geschildert, wie der Hirtenjunge David den Feldherrn der Philister, Goliath, mit einer Steinschleuder besiegt. Dies sicherte Israel den militärischen Erfolg. Den Vordergrund der 209,5 × 106,6 Zentimeter großen Tafel nimmt in ganzer Länge der in seiner Rüstung am Boden liegende Goliath ein. Über ihm steht David, den rechten Fuß auf dessen Schambereich gesetzt. Mit beiden Händen führt er das Schwert, um den gegnerischen Feldherrn endgültig zu töten. Die Schleuder, die für die Geschichte eigentlich zentral ist, liegt auf dem Boden. Der Mittelgrund des Bildes zeigt eine menschenleere Landschaft; links ein Wäldchen, zum rechten Bildrand hin eine öde Fläche. Im Hintergrund befindet sich das Heer der Philister, über dem sich ein Felsbogen wölbt. Der Fokus auf die beiden Kontrahenten mit David in der energischen Pose unterstreicht die Tugend der Tapferkeit und des Mutes.
Der Kampf von David gegen Goliath war eine ungewöhnliche Wahl für die Bilderfolge. Das Motiv war in der Frühen Neuzeit recht selten, im Œuvre Cranachs des Älteren findet es sich kein zweites Mal.

### Das Urteil des Kambyses
Der griechische Geschichtsschreiber Herodot schilderte in seinen Historien die Geschichte des persischen Königs Kambyses II., der den bestechlichen Richter Sisamnes überführte und ihn zur Strafe bei lebendigem Leib häuten ließ. Die Haut wurde dann auf den Richterstuhl gespannt, auf den Kambyses den Sohn des Sisamnes, Otanes, befahl. Die 209,4 × 107,1 Zentimeter große Tafel vereinigt zwei Momente der Geschichte: Am linken Bildrand auf dem Thron des Richters, dessen Baldachin aus der Haut seines Vaters besteht, sitzt Otanes. In der rechten Hand hält er einen Stab, Daumen und Zeigefinger der linken sind ausgestreckt. Mit dem Turban ist Otanes als einzige Figur in dem Gemälde als historisch gekennzeichnet. Vor ihm befindet sich eine vielfigurige Gruppe in zeitgenössischer Kleidung. Einige Gesichter scheinen individuell gestaltet worden zu sein, dennoch ist es wohl eher eine typische Gerichtsszene. Die rückwärtige Wand gibt den Blick auf die Szene der Häutung des Sisamnes frei.
Das Sujet des Urteils des Kambyses war seit dem späten 15. Jahrhundert beliebt und fand sich insbesondere in deutschen und niederländischen Rathäusern, wo es als Warnung vor Bestechlichkeit diente. Dieser Umstand legt auch nahe, dass es sich bei der Berliner Tafel um eine typische Gerichtsszene handelt, die in abstrakter Weise den gerechten Richter als Vorbild für die herrscherliche Gerechtigkeit zeigt. Die Tafel aus der Cranach-Werkstatt ist typisch: Zentral für die bildliche Darstellung der Geschichte war der Sohn Otanes, während die Bestrafung seines Vaters in den meisten deutschen und niederländischen Darstellungen in den Hintergrund verbannt war. Die Cranachsche Bilderfindung der Berliner Tafel wurde wohl in den Niederlanden rezipiert. Eine Darstellung dieses Sujets, die sich in der Kammer eines Ratsherren in Middelburg befand und durch eine Graphik überliefert ist, weist eine ähnlich hohe Hängung der Haut des Sisamnes über dem Thron sowie eine ähnliche Darstellung der Vollstreckung des Urteils, gesehen durch einen Fensterausblick, auf.

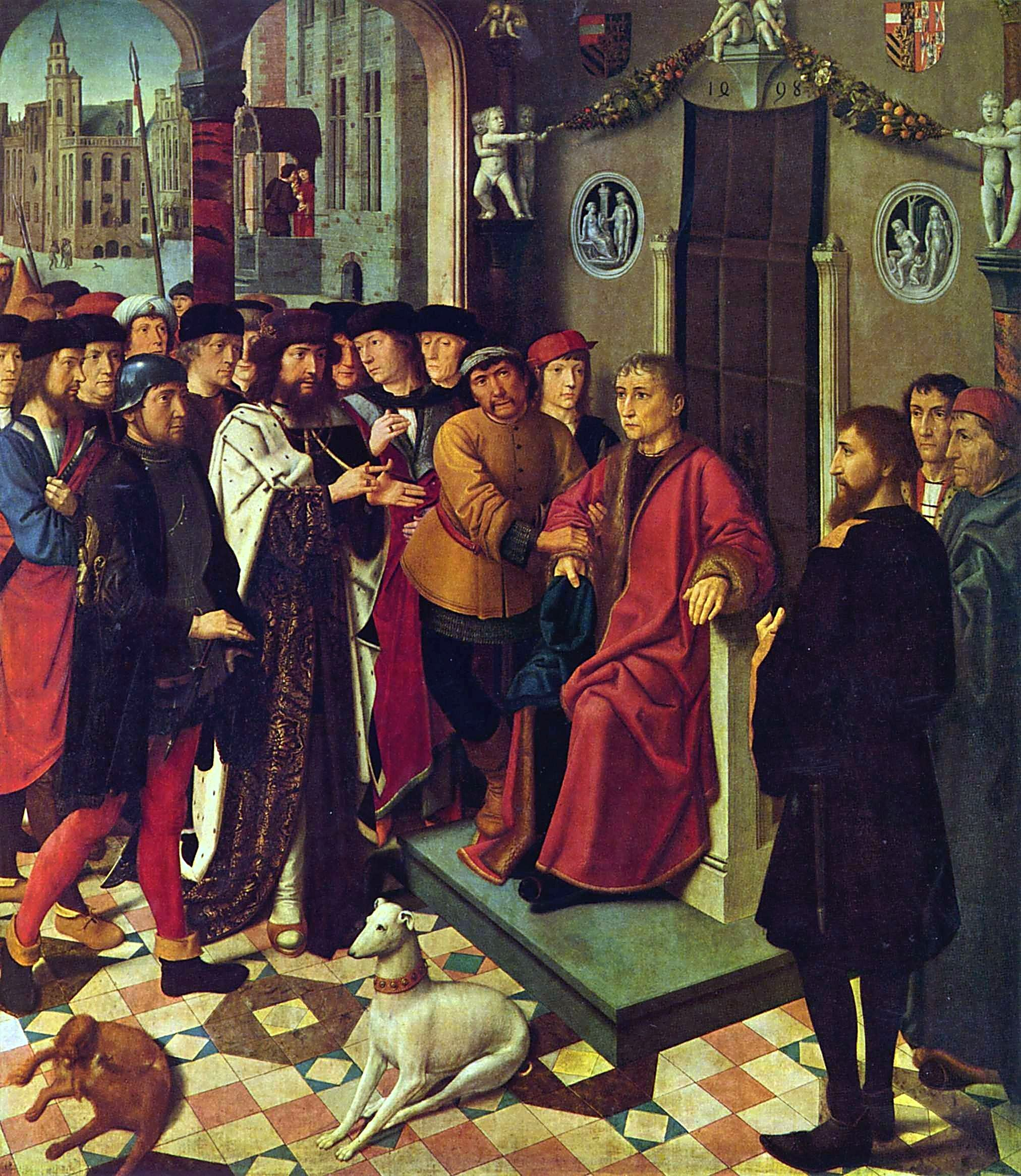
Gerard David, Die Gefangennahme des Richters Sisamnes, Öl auf Holz, 182 cm × 159 cm, 1498, Groeningemuseum.
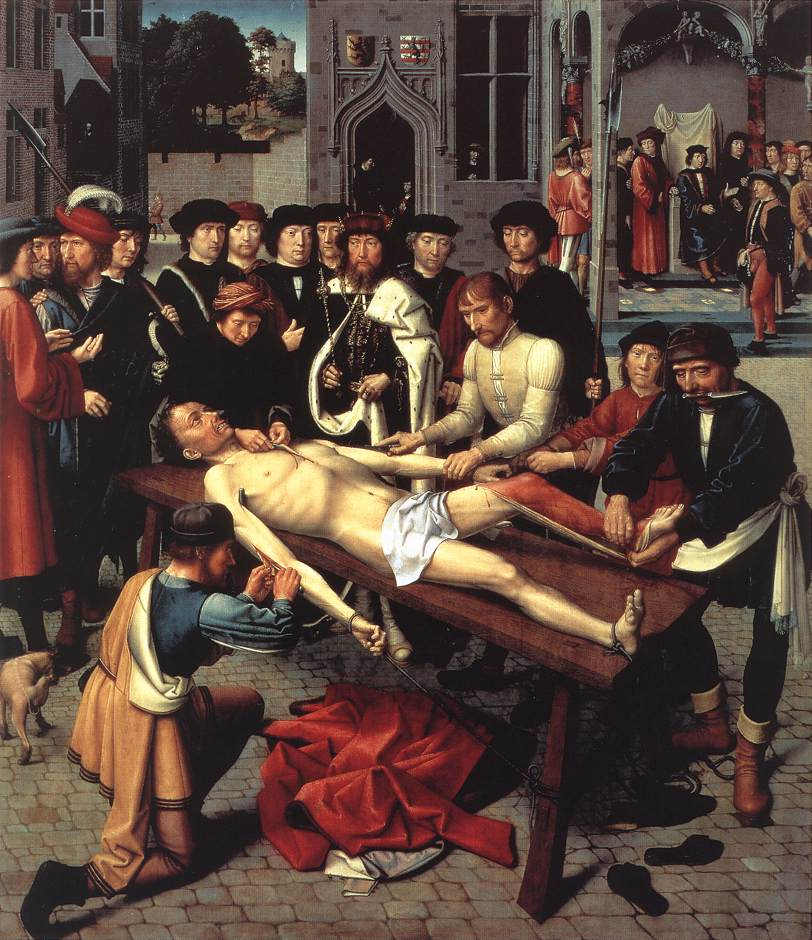
Gerard David, Die Häutung des Sisamnes, Öl auf Holz, 182 cm × 159 cm, 1498, Groeningemuseum.
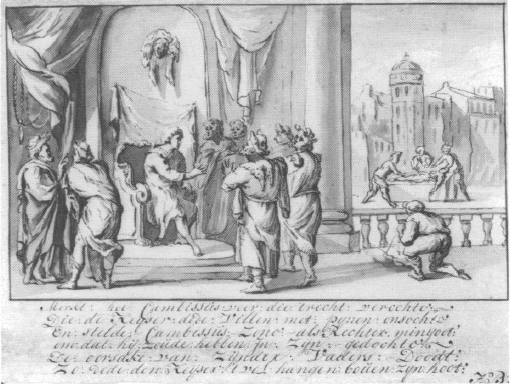
Niederländisch, Das Urteil des Kambyses, nach einem verlorenen Gemälde, Zeichnung, 16. Jahrhundert, Rijksarchief Zeeland.

## Hintergrund

### Entstehung und Händescheidung
Lucas Cranach der Ältere reiste wohl im Jahr 1541 auf Wunsch von Kurfürst Joachim II. nach Berlin. Dies könnte in Zusammenhang mit der Ausstattung des Saals des kurz zuvor fertiggestellten Stechbahnflügels des Berliner Schlosses gestanden haben. Bis zur Übergabe der Werkstatt an seinen Sohn, Lucas Cranach den Jüngeren, im Jahr 1550 übernahm Lucas Cranach der Ältere die Konzeption bedeutender Aufträge selbst. Die inhaltliche und formale Komplexität der vier Tafeln legt nahe, dass auch sie auf Entwürfe Cranach des Älteren zurückgehen. Diese wurden dann zügig von der Werkstatt ausgeführt, wahrscheinlich unter Anleitung von Lucas Cranach dem Jüngeren. Daher rühren die Unstimmigkeiten der Proportionen und weiteren formalen Details. Max J. Friedländer, Jakob Rosenberg und Werner Schade vermuten, dass die vier Tafeln gänzlich von der Hand Lucas Cranach des Jüngeren stammen. Als weiteres Argument für die Zuschreibung zu Lucas Cranach dem Jüngeren wurde zuletzt das Fehlen von deutlichen Unterzeichnungen auf den Exemplum-Tafeln angeführt, die für Cranach den Älteren charakteristisch waren.

### Die Darstellung von Tugend-Exempla
Die vier Tafeln zeigen Motive, die in der Renaissance als Tugendexempla populär waren: Sie wurden sowohl in Fürstenspiegeln, die der Fürstenerziehung dienten, als auch für die Ausstattung repräsentativer Räume in Schlössern und Rathäusern verwendet. Sowohl die Tugenden als auch die Laster bekannter historischer und mythologischer Persönlichkeiten sollten dabei als Maßstab und Vorbild für politisches Handeln in der Gegenwart dienen. Zwei Funktionen lassen sich dabei unterscheiden: Zum einen konnten sie eine direkte moralisch-didaktische Funktion haben, die Ratsherren und Fürsten zum richtigen Handeln anleiten sollte, zum anderen konnten sie der Legitimation von politischer Macht und Ansprüchen eines tugendhaften Fürsten dienen. Im Œuvre von Lucas Cranach dem Älteren finden sich seit seinem Eintritt in den Dienst des Wittenberger Hofs zahlreiche moralisierende Motive, die er wiederholt darstellte und weiterentwickelte. Dabei handelte es sich in der Regel nicht um Einzelmotive, sondern um Zyklen, die anhand ihrer Maße und Provenienz zugeordnet werden können. Um 1537 schuf er beispielsweise die Folge der Weibermacht-Bilder, in denen die negativen Folgen der weiblichen Verführung des männlichen Regenten gezeigt werden sollten, wahrscheinlich für Schloss Hartenfels in Torgau, der Residenz des sächsischen Kurfürsten. Diese Serie könnte als Vorbild für die Berliner Gemälde gedient haben.

## Provenienz

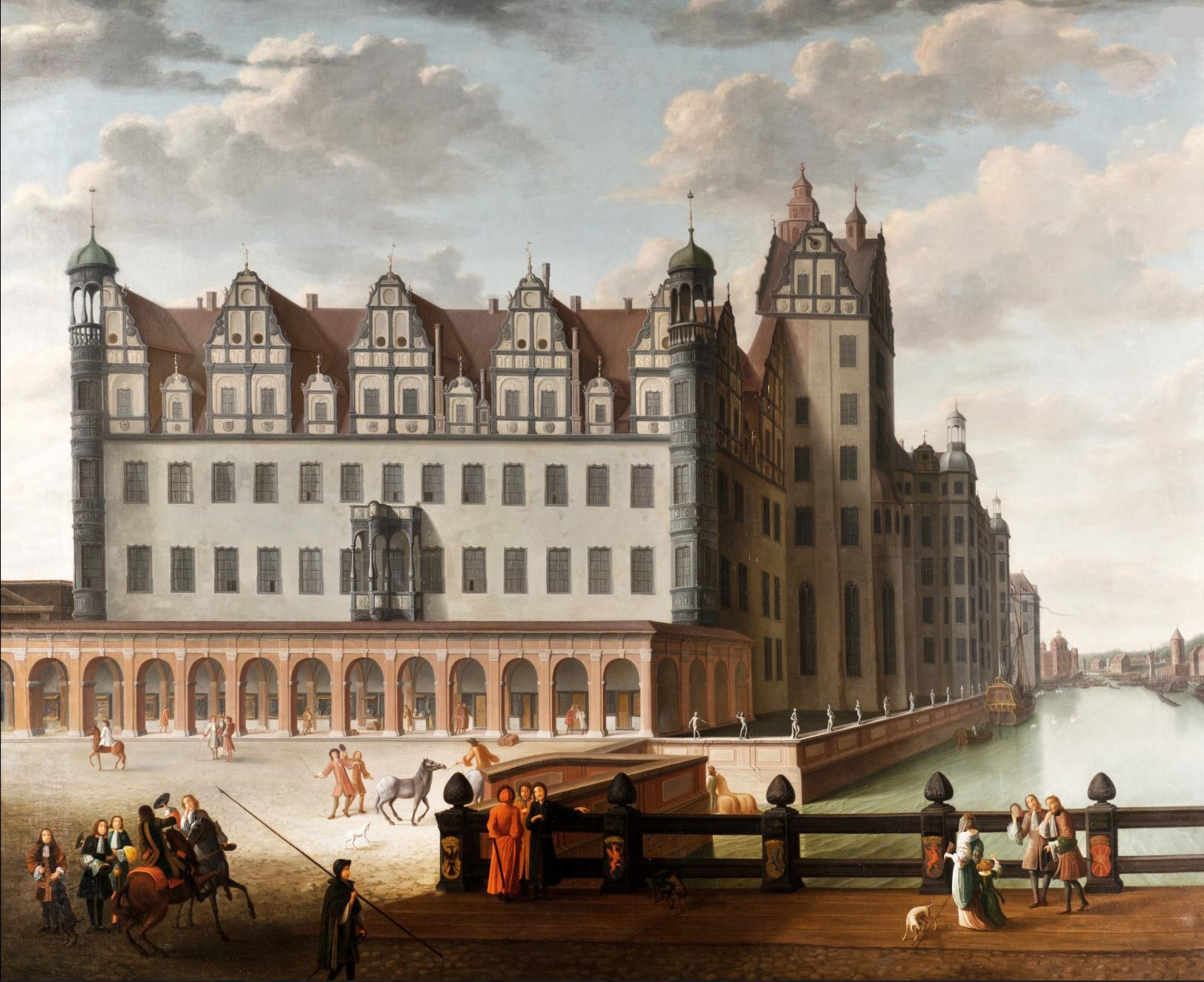
Berliner Schloss, um 1690, Abraham Jansz. Begeyn zugeschrieben, Märkisches Museum

Die vier Exemplum-Tafeln des Kurfürsten Joachim II. wurden wahrscheinlich für die Ausstattung des Saals im Stechbahnflügel des Berliner Schlosses geschaffen. Zu einem nicht näher bekannten Zeitpunkt wurden sie mit den anderen Cranach-Werken im sogenannten Cranach-Zimmer zusammengeführt, wo sie in die Wandvertäfelung eingelassen waren. Später gelangten die Tafeln in die Schlosskapelle. Die Bilder David und Bathseba, Das Urteil des Paris und David kämpft mit Goliath sind für das Jahr 1793 im Schloss nachweisbar. Der Große Kurfürst Friedrich Wilhelm von Brandenburg (1620–1688) hatte im 17. Jahrhundert die Kambyses-Tafel an das Berliner Kammergericht überwiesen, von wo aus sie zwischen 1811 und 1816 in das Schloss zurückkehrte. Der Kurfürst habe dabei das Bild im Gerichtsgebäude aufhängen lassen, weil er mit einem Urteil unzufrieden gewesen sei. Das Bild sollte den Richtern vor Augen führen, wie in früheren Zeiten mit unzulänglichen Amtsträgern umgegangen worden sei.

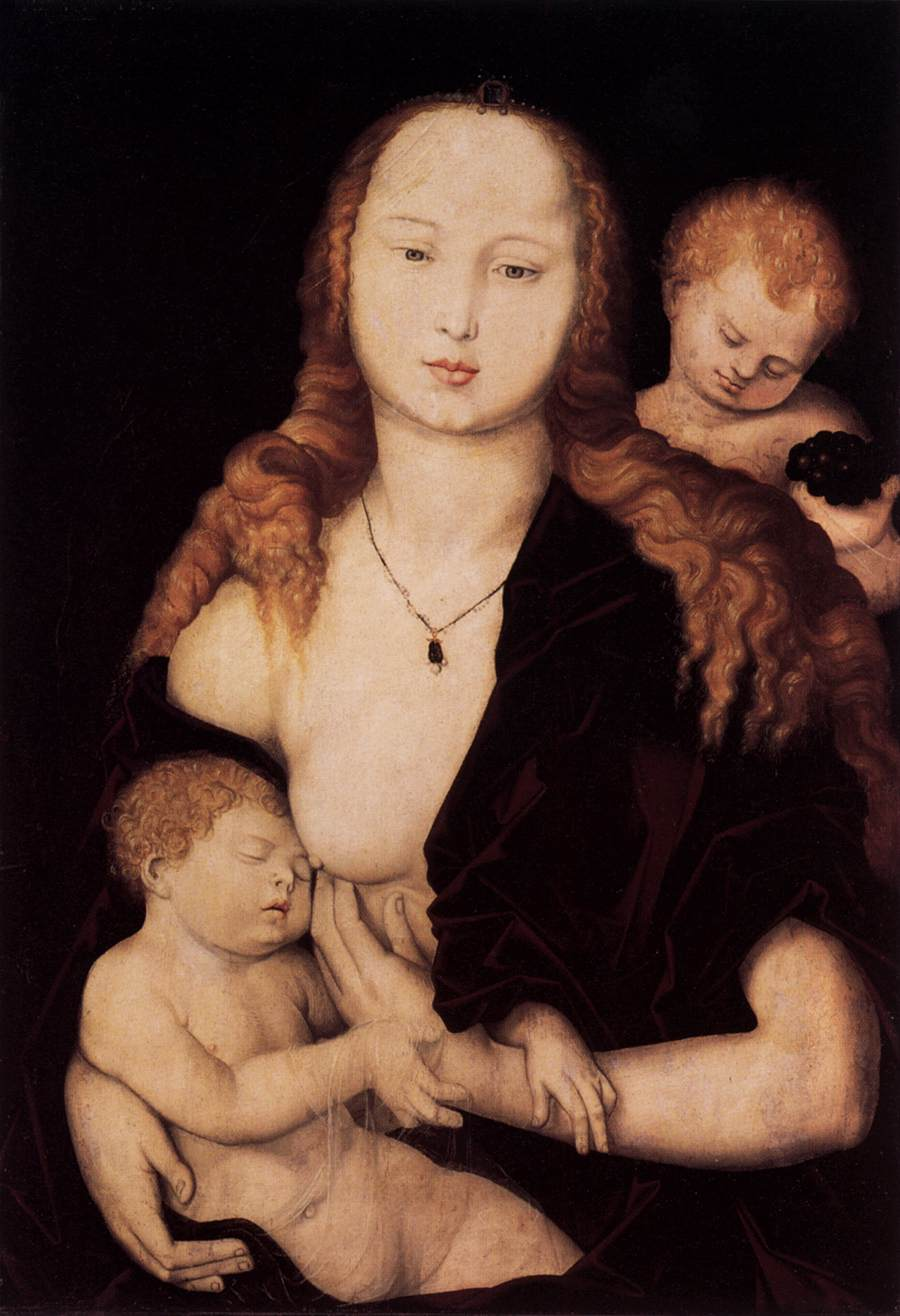
Hans Baldung Grien, Madonna (Caritas), Öl auf Lindenholz, 91 × 64 cm, 1539/40, Stiftung Preußische Schlösser und Gärten, als Dauerleihgabe in der Gemäldegalerie Berlin. Diese Tafel wurde gemeinsam mit den Exemplum-Tafeln des Kurfürsten Joachim II. 1938 in das Deutsche Museum im Pergamonmuseum überführt.

Wenige Tage nach der Novemberrevolution im Jahr 1918 wurde das Vermögen des Hauses Hohenzollern beschlagnahmt, so gelangte auch die Kunstsammlung unter die Verwaltung des preußischen Finanzministeriums. Die Auseinandersetzung um die sogenannte Fürstenenteignung wurde am 26. Oktober 1926 mit dem Gesetz über die Vermögensauseinandersetzung zwischen dem Preußischen Staat und den Mitgliedern des vormals regierenden Preußischen Königshauses beigelegt; 1927 wurde die Verwaltung der Staatlichen Schlösser und Gärten gegründet, zu deren Sammlung die Exemplum-Tafeln des Kurfürsten Joachim II. fortan gehörten. Ab 1921 waren sie Teil des im Berliner Schloss eingerichteten Schlossmuseums, das insbesondere die Sammlung des Kunstgewerbemuseums beherbergte. Nach 1929 und vor 1935, wie Raumaufnahmen belegen, wurden die Tafeln eine Etage tiefer in die Erasmuskapelle gehängt, wo sie mit weiteren Werken der Cranachs den Auftakt zu den historischen Wohnräumen bildeten.

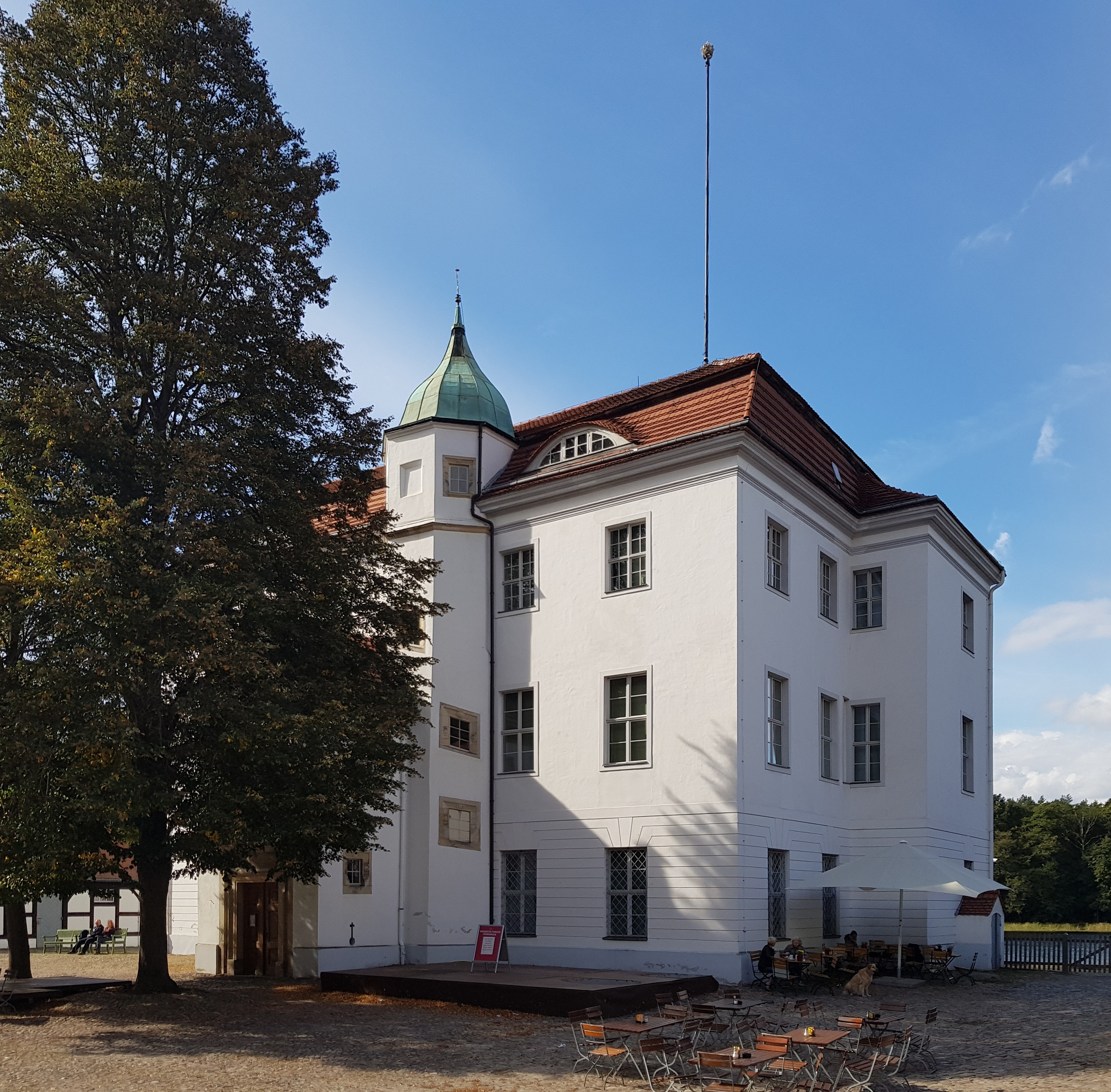
Ansicht des Jagdschlosses Grunewald, 2018

1938 wurden die vier Tafeln zusammen mit einer Madonna (Caritas) von Hans Baldung Grien aus dem Jagdschloss Grunewald als Dauerleihgaben in das Deutsche Museum im Pergamonmuseum überführt. Zuvor waren sie schon im Frühjahr 1937 in der Cranach-Ausstellung der Staatlichen Museen zu sehen. Die Tafeln blieben in der Sammlung der Gemäldegalerie Berlin; 1987 wurden sie im Bestandskatalog mitaufgeführt. Seit 2011 werden die Exemplum-Tafeln des Kurfürsten Joachim II. mit den weiteren Cranach-Werken der Stiftung Preußische Schlösser und Gärten Berlin-Brandenburg, die sie unter den Inventarnummern SPSG, GK I 1185–1188 führt, im Jagdschloss Grunewald als Teil der größten Cranach-Sammlung Berlins ausgestellt.